# Atlético del Rosario
Dernière mise à jour : 20 février 2023.
L'Atlético del Rosario est un club argentin de rugby à XV, fondé en 1867, évoluant dans Le championnat de Buenos Aires, remportant cinq fois le titre de ce championnat.

## Histoire
L'Atlético del Rosario est créé en 1867, mais joue son premier match de rugby officiel en 1886 face au Buenos Aires FC.
Le club a remporté cinq titres du championnat de l'URBA, le dernier datant de 2000.